# Saint-Paul-Mont-Penit
Saint-Paul-Mont-Penit is een gemeente in het Franse departement Vendée (regio Pays de la Loire) en telt 488 inwoners (1999). De plaats maakt deel uit van het arrondissement Les Sables-d'Olonne.

## Geografie
De oppervlakte van Saint-Paul-Mont-Penit bedraagt 16,8 km², de bevolkingsdichtheid is 29,0 inwoners per km².
De onderstaande kaart toont de ligging van Saint-Paul-Mont-Penit met de belangrijkste infrastructuur en aangrenzende gemeenten.

## Demografie
Onderstaande figuur toont het verloop van het inwonertal (bron: INSEE-tellingen).

1. ↑  Populations de référence 2022.